# Zingem
Zingem ist ein Ortsteil der belgischen Gemeinde Kruisem in der Region Flandern mit 7.552 Einwohnern (Stand 1. Januar 2018). Bis zum 1. Januar 2019 war Zingem eine eigenständige Gemeinde am linken Ufer der Schelde mit dem Hauptort und den beiden Ortsteilen Huise und Ouwegem.
Oudenaarde liegt sieben Kilometer südlich, Gent 16 km nördlich und Brüssel etwa 50 km östlich.
Die nächsten Autobahnabfahrten befinden sich im Westen bei Deinze und Kruishoutem an der A14/E 17 sowie im Norden bei Merelbeke an der A10/E 40.
Zingem besitzt einen Regionalbahnhof an der Bahnlinie Oudenaarde–Gent; weitere befinden sich u. a. in Gavere, Oudenarde, Zwalm und Deinze. In Gent halten auch überregionale Schnellzüge.
Bei Brüssel gibt es einen internationalen Flughafen.

## Weblinks

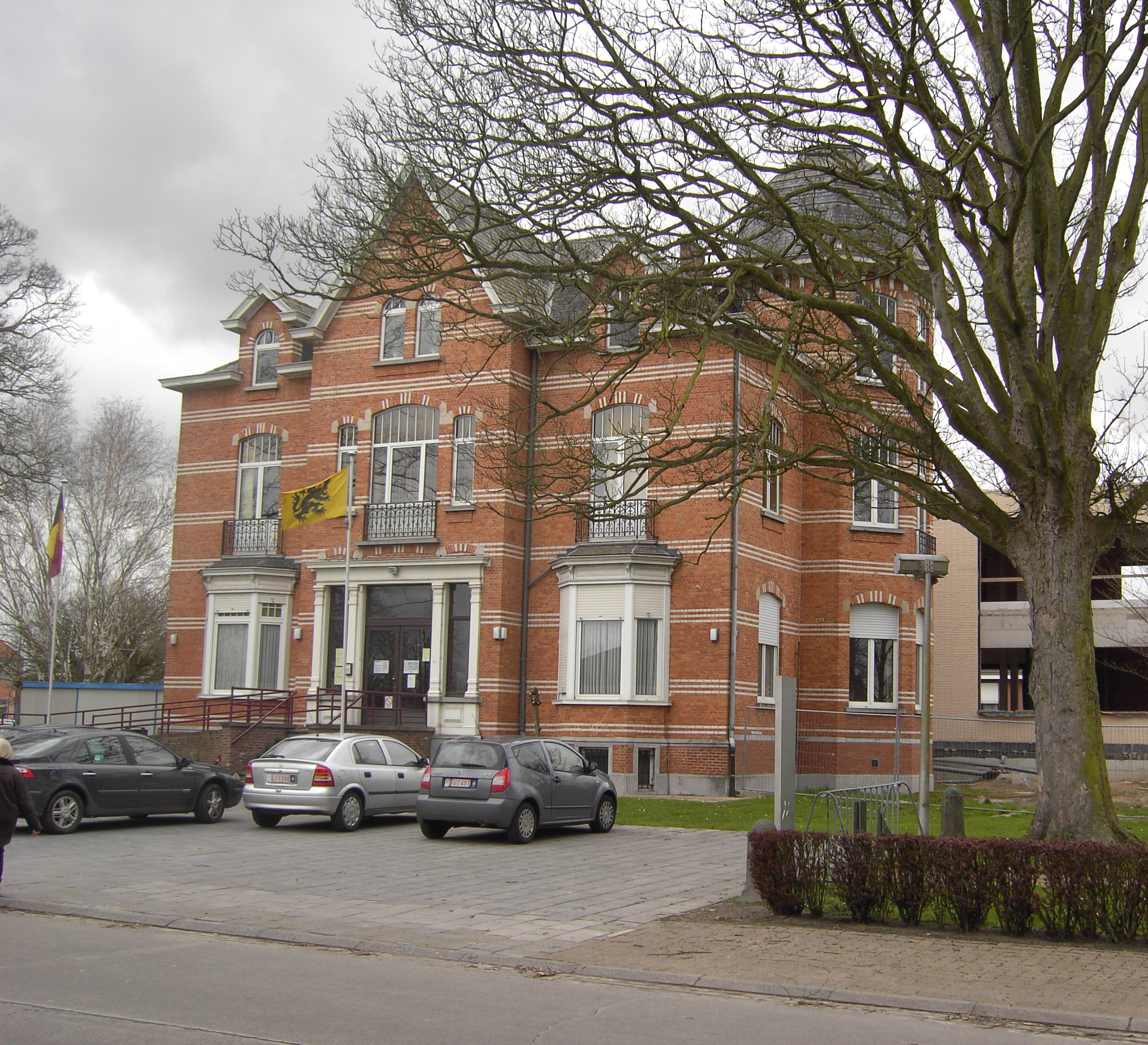
Ehemaliges Gemeindehaus von Zingem